# داريا فارفولوميفا
داريا فارفولوميفا (بالروسية: Да́рья Дми́триевна Варфоломе́ева؛ من مواليد 4 نوفمبر 2006) هي لاعبة جمباز إيقاعي ألمانية من أصل روسي، حصلت على الميدالية الذهبية في دورة الألعاب الأولمبية الصيفية 2024 في الجمباز الإيقاعي الفردي الشامل وبطولة العالم 2023 في الجمباز الشامل والميدالية الفضية في بطولة العالم 2022. وحصلت على الميدالية البرونزية في بطولة أوروبا 2024 في الجمباز الشامل. وعلى المستوى الوطني، فهي بطلة وطنية مرتين في الجمباز الشامل في عامي 2022 و2023 بالإضافة إلى بطلة ناشئة مرتين في الجمباز الشامل في عامي 2019 و2021.
تنافست في دورة الألعاب الأولمبية الصيفية 2024 تأهلت إلى النهائي بعدما حلت في المركز الثاني بعدما سقط منها الطوق. في النهائي كانت المتسابقة الوحيدة التي حصلت على درجات متعددة أعلى من 36، وتحقق الميدالية الذهبية مما جعلها أول لاعبة جمباز إيقاعي ألمانية تفوز بميدالية ذهبية أولمبية وأول ميدالية جمباز إيقاعي لألمانيا منذ فوز اللاعبة ريجينا ويبر بالميدالية البرونزية في دورة الألعاب الأولمبية الصيفية 1984.